# Federico Cafiero
Federico Cafiero   (Riposto, 24 de maig de 1914 - Nàpols, 7 de maig de 1980) va ser un matemàtic italià.
Nascut en una població costera al nord de Catània, Cafiero va estudiar matemàtiques a la universitat de Nàpols en la qual es va graduar el 1939. El curs següent va obtenir una beca de recerca a la universitat de Roma en la qual va ser assistent el curs següent. Però la incorporació d'Itàlia a la Segona Guerra Mundial va fer que fos mobilitzat i destinat al nord d'Àfrica on, després d'una derrota a la línia Oued el Hachana, va aconseguir transportar bona part dels seus homes fins a Trapani (Sicília), motiu pel qual va ser condecorat. El 1944 va tornar a Nàpols on va ser professor de la universitat fins al 1953, quan el van nomenar professor de la universitat de Catània, en la qual va romandre fins al 1956. En aquest any va passar a la universitat de Pisa i, finalment, el 1959, va obtenir la càtedra d'anàlisi matemàtica a la universitat de Nàpols de la que ja no es va moure fins a la seva mort el 1980.
Els seus treball més importants van ser en els camps de l'anàlisi matemàtica i de la teoria de la mesura.